# (14843) Tanna
(14843) Tanna est un astéroïde de la ceinture principale.

## Description
(14843) Tanna est un astéroïde de la ceinture principale. Il fut découvert le 12 novembre 1988 à l'observatoire Gekko par Yoshiaki Ōshima. Il présente une orbite caractérisée par un demi-grand axe de 2,23 UA, une excentricité de 0,12 et une inclinaison de 6,1° par rapport à l'écliptique.

## Compléments